# Crambus isshiki
Crambus isshiki là một loài bướm đêm trong họ Crambidae.